# La vida, el universo y todo lo demás
La vida, el universo y todo lo demás (Life, the Universe and Everything, en inglés) es el tercer libro de los cinco volúmenes de la serie de ciencia ficción Guía del autoestopista galáctico de Douglas Adams. El título se refiere al sentido de la vida, el universo y todo lo demás.

## Argumento
Varado en una Tierra prehistórica, el desafortunado Arthur Dent decide matar el tiempo volviéndose loco. Tan pronto como toma esta decisión, su viejo amigo, Ford Prefect reaparece y lo empuja a través de un remolino del espacio-tiempo (astutamente disfrazado como un  anacrónico sofá) hacia el Lord's Cricket Ground dos días antes de que los vogones demolieran la Tierra. Poco después de su llegada, una nave aterriza en el campo de cricket con un escuadrón de robots que atacan a la multitud reunida, robando el trofeo de "the ashes" antes de partir. Poco después llega otra nave, "la Starship Bistromath", dirigida por Slartibartfast, quien descubre que es demasiado tarde y solicita la ayuda de Arthur y Ford.
Mientras viajan a su próximo destino, Slartibartfast explica que está tratando de evitar que los robots recolecten todos los componentes de la puerta "Wikkit" y les cuenta la historia del planeta krikkit. Mucho tiempo atrás, los krikkit fueron un pintoresco y pacífico pueblo. Su planeta y estrella estaban rodeados por una inmensa nube de polvo desde tiempos inmemoriales. Nunca habían considerado la posibilidad de vida fuera de su hogar, debido a que la nube bloqueaba cualquier fuente de luz.
Cuando una nave espacial atravesó la nube y se estrelló en Krikkit, los krikkits usaron ingeniería inversa para construir sus propias naves y una vez que vieron el resto del universo, quedaron tan traumatizados que decidieron que su único posible curso de acciones era destruir este extraño Universo. así que lanzaron una flota de naves de guerra y robots para exterminar todas las demás especies, pero fueron derrotados tras una larga y sangrienta guerra. El pueblo de krikkit fue sentenciado por el juez galáctico Pag a ser sellado dentro de un sobre de apertura retardada hasta que el resto del universo muriera naturalmente. La puerta Wikkit era la llave del sobre. Y el deporte del cricket británico, se creó como resultado de la vaga memoria del inconsciente colectivo inter-especie. Otras especies familiarizadas con las guerras krikkit se aterran y disgustan del modo en que los humanos han convertido ese recuerdo en un deporte, aunque Slartibartfast confiesa haberse encariñado un poco con el juego. Esto también explica por qué la Tierra es ignorada por el resto de la galaxia; no vale la pena preocuparse por cualquier especie que convierta el recuerdo de una guerra horrible en un deporte.
De algún modo una solitaria nave de guerra Krikkit ha escapado del sobre y está buscando tres stumps y dos bails que formarían la puerta Wikkit que abrirá la envoltura y liberará a los krikkits para completar su misión genocida.
Durante la persecución de la nave krikkit, Arthur es de algún modo desviado a una cueva oscura donde una enojada criatura lo confronta. Esta criatura, que se llama a sí misma Agrajag, afirma haber sido asesinado por Arthur cientos de veces en diferentes reencarnaciones, comenzando por una mosca a la que Arthur golpeó con el florero de petunias repentinamente creado muy por encima de la superficie de Magrathea. Debido a la masiva cantidad de reencarnaciones y subsecuentes muertes a manos de exactamente la misma persona, Agrajag comenzó a desarrollar una memoria de esos eventos, casi del mismo modo en que una persona con amnesia de corto plazo es capaz de memorizar algo mediante la repetición. La última encarnación de Agrajag es la de un horrible monstruo-murciélago, un cuerpo en el que él imploró reencarnar con el explícito propósito de destruir a Arthur Dent. Conforme Agrajag describe sus múltiples muertes bajo la mano de Arthur, él brevemente menciona un intento de asesinato sobre Arthur, en un lugar llamado Stavromula Beta. Arthur argumenta nunca haber estado en Stavromula Beta y Agrajag comprende entonces que Arthur ha sido traído a la catedral demasiado pronto (en su línea de tiempo); con lo que Arthur no puede morir hasta que haya ido a Stavromula Beta. De cualquier modo el monstruo intenta matar a Arthur y durante este intento vuelve a sufrir otra muerte accidental a manos de Arthur. Volando, tratando de escapar de la cueva en derrumbe, Arthur descubre la destreza de volar: siendo capaz de tirarte al piso y fallar. Su entusiasmo volando continua hasta que es derribado de un golpe en la espalda. Tras reunirse nuevamente a Ford y a Slartibartfast se dan cuenta de que contra lo que golpeó es la ubicación del "Silver Bail", una de las partes de la llave, que es subsecuentemente robada por los robots poco después de que Arthur entrara.
El grupo falla completamente en su intento por detener a los guerreros krikkit de reconstruir la llave y abrir la envoltura. Sin embargo, los demás krikkits parecen haber perdido su sed de sangre a través de los siglos. Como sucede, la nube de polvo resulta ser los restos pulverizados de Hactar, una supercomputadora construida por la Silastic Armorfiends. A Hactar le fue encargada la tarea de crear un arma de destrucción masiva que pudiera hacer que cada sol (estrella) del universo se convirtiera en supernova simultáneamente. Confundida, Hactar hizo lo que se le encargó aunque diseñando una pequeña falla en el dispositivo, con la esperanza de que al fallar el arma en destruir todo lo existente. Los armorfiends pudieran ver lo tonto de su proceder y retornaran a una vida en paz. En cambio, disgregaron a Hactar en moléculas antes de encontrar completamente nuevos modos de eliminarse entre ellos. La construcción de Hactar fue tal que cada molécula retuvo un poco de su "conciencia", y pese a todo pudo seguir operando aún en su desintegrado estado. Tan pronto como los armorfiends murieron y dieron paso a los pacíficos krikkits, Hactar resolvió completar su propósito original. Durante siglos de influencia sutil, guio el desarrollo psicológico de los moradores de Krikkit previo a la fabricación de la maqueta de una nave que inspirara su "Xenophobia". La envoltura de letargo de tiempo contribuyó a bloquear la influencia de Hactar y permitió a los krikkiters regresar a su comportamiento pacífico.
Con el universo aparentemente a salvo, Ford, Arthur y Slartibartfast regresan The Ashes (los cuales han sido, el pilar fundamental de la Naturaleza y la Espiritualidad, parte de la Wikkit Gate). En ese momento Arthur no puede resistir su única oportunidad de anotar una bola en el Lord's; encuentra una bola roja en su bolsa  y un bateador se coloca complacientemente frente a un wicket. En cuanto empieza a lanzar, el tiempo se alenta y es cuando se da cuenta de muchas cosas. Primero, Hactar ha colocado su dispositivo del juicio final en la bolsa de viaje de Arthur mientras conversaban sobre fabricar una nueva bola de cricket similar a una que estaba previamente en posesión de Arthur dentro de una bolsa de conejo que había perdido. Segundo, el bateador es de hecho un robot Krikkit y si se las ingeniaba para golpear la bola, ésta detonaría la bomba y destruiría el universo. Conforme se prepara a lanzar la bola, Arthur se encuentra completamente distraído por esta revelación, olvida golpear el terreno y se va fuera, desactivando el arma y enviándola inofensivamente a lo lejos, mientras Arthur se las arregla para destruir al robot.
Al final Arthur va a vivir al planeta Krikkit donde mejora sus habilidades voladoras y aprende el Idioma ave.

## Orígenes
La creación de Krikkit originalmente proviene del Doctor Who y los Krikkitmen, una versión cinematográfica de las series del Doctor Who. El intento no llegó muy lejos y finalmente fue desechado. Elementos del Doctor Who y los Krikkitmen fueron introducidos en Life, the Universe and Everything. de acuerdo a Nick Webb, el escritor de la biografía oficial de Adams, quien aseveró que "La visión de Douglas sobre los Krikkits podría ser similar a su visión de la gente que se niega completamente a aprender lo que la ciencia puede decirnos acerca del universo que habitamos."

## Censura
Este libro es el único de la saga que fue censurado en su edición para Estados Unidos. Entre otros cambios la palabra "asshole" es reemplazada por la palabra "kneebiter" y "shit" por "swut". Posiblemente el más famosos ejemplo de censura se encuentre en el capítulo 21, el cual, en la edición para Reino Unido menciona que un "Rory" fue un premio por "el uso más gratuito de la palabra «joder» en un guion cinematográfico serio". En la edición estadounidense, esto fue cambiado por "Belgium" y en el texto de la serie original radiofónica describe "Belgium" como la palabra más ofensiva en la galaxia.

## Adaptaciones de Audiolibros
Existen tres audiolibros grabados de la novela. El primero es una versión abreviada grabada en 1984 por Stephen Moore, conocido por doblar la voz de Marvin the Paranoid Android en la serie radiofónica, Adaptaciones LP (LP de Acetato) y de Televisión. En 1990, el propio Adams grabó una edición completa, posteriormente relanzada por New Millennium Audio en U.S. y disponible por BBC Audiobooks en U.K. En 2006, el actor Martin Freeman, quien interpretó a Arthur Dent en la cinta del 2005, grabó una nueva edición completa del audiolibro. Como nota adicional, Stephen Moore usó la edición censurada para U.S. mientras que Adams y Freeman usaron el texto original para sus grabaciones.